# Радован Радовић (кошаркаш)
Радован Радовић (Кучево, 19. јануар 1936 — Београд, 25. август 2022) био је југословенски и српски кошаркаш.

## Играчка каријера
Рођен је у Кучеву 19. јануара 1936. године. Радовић је играо за две београдске екипе — БСК и Партизан у Првој лиги Југославије.
Кошаркашку каријеру започео је играјући у млађим категоријама БСК-а. Године 1954. уврштен је у први тим. Неколико година касније прешао је у Партизан где је играо од 1957. до 1968. године, пропустивши само сезону 1964. због обавезног служења војног рока. Године 1963. постигао је 48 поена на утакмици, што му је рекорд у каријери. У Партизану је завршио играчку каријеру 1968. године.
Био је члан репрезентације Југославије, учествовао је на Летњим олимпијским играма 1960. у Риму и на Европском првенству 1961. у Београду, када је освојена сребрна медаља. Учествовао је на Европском првенству 1959. у Турској. Такође, освојио је златну медаљу на Медитеранским играма 1959. у Либану и бронзану медаљу на Медитеранским играма 1963. у Италији.
Радовић је носио заставу Југославије на церемонији отварања Летњих олимпијских игара 1960. у Риму. Тренирао је београдски Партизан у периоду од 1969. до 1971. године.
Преминуо је 25. августа 2022. године у Београду. Сахрањен је 30. августа 2022. године у Алеји заслужних грађана на Новом гробљу у Београду.

## Успеси

### Репрезентативни
- Сребрне медаље

Европско првенство
1961. Југославија